# Symphodus mediterraneus
Symphodus mediterraneus — прибережна риба родини Губаневих (Labridae).

## Характеристика
Морська субтропічна демерсальна риба, що сягає 18 см довжиною. Живе на глибинах до 50 м.

## Ареал
Поширена у східній Атлантиці від Португалії до Марокко, біля Азорських островів і Мадейри, також у Середземному морі.